# Марселин Деборд-Валмор
Марселин Деборд-Валмор (на френски: Marceline Desbordes-Valmore) е френска поетеса и оперна певица от периода на романтизма.